# Amber Cup de 2018
Amber Cup de 2018 foi o terceiro evento do Grand Prix Júnior de 2018–19 e a primeira vez que a Lituânia sediou o Grand Prix ISU Júnior. A competição foi disputada entre os dias 5 de setembro e 8 de setembro, na cidade de Kaunas, Lituânia. Os patinadores ganham pontos para se qualificar para a final do Grand Prix Júnior de 2018–19.

## Eventos
- Individual masculino
- Individual feminino
- Dança no gelo

## Medalhistas
| Evento                        | Ouro                                     | Prata                                            | Bronze                                      |
| Individual masculino detalhes | Andrew Torgashev · Estados Unidos        | Kirill Iakovlev · Rússia                         | Yuto Kishina · Japão                        |
| Individual feminino detalhes  | Alexandra Trusova · Rússia               | Kim Ye-lim · Coreia do Sul                       | Kseniia Sinitsyna · Rússia                  |
| Dança no gelo detalhes        | Arina Ushakova · Maxim Nekrasov · Rússia | Avonley Nguyen · Vadym Kolesnik · Estados Unidos | Darya Popova · Volodymyr Byelikov · Ucrânia |

## Resultados

### Individual masculino
| Pos.              | Nome                  | Nacionalidade    | Pontos | PC         | PL         |
| ----------------- | --------------------- | ---------------- | ------ | ---------- | ---------- |
| Medalha de ouro   | Andrew Torgashev      | Estados Unidos   | 201.63 | 69.39 (2)  | 132.24 (1) |
| Medalha de prata  | Kirill Iakovlev       | Rússia           | 199.01 | 70.35 (1)  | 128.66 (3) |
| Medalha de bronze | Yuto Kishina          | Japão            | 191.80 | 68.98 (3)  | 122.82 (4) |
| 4                 | Egor Murashov         | Rússia           | 190.32 | 58.90 (9)  | 131.42 (2) |
| 5                 | An Geon-hyeong        | Coreia do Sul    | 178.56 | 61.61 (6)  | 116.95 (5) |
| 6                 | Matyáš Bělohradský    | República Tcheca | 175.54 | 60.23 (7)  | 115.31 (6) |
| 7                 | Nikolaj Majorov       | Suécia           | 167.32 | 59.14 (8)  | 108.18 (7) |
| 8                 | Gabriele Frangipani   | Itália           | 165.85 | 63.52 (4)  | 102.33 (9) |
| 9                 | Joseph Phan           | Canadá           | 162.83 | 63.35 (5)  | 99.48 (10) |
| 10                | Ivan Shmuratko        | Ucrânia          | 158.12 | 54.63 (10) | 103.49 (8) |
| 11                | Luke Digby            | Reino Unido      | 149.53 | 51.04 (12) | 98.49 (11) |
| 12                | Mihhail Selevko       | Estônia          | 148.41 | 54.32 (11) | 94.09 (13) |
| 13                | Joseph Kang           | Estados Unidos   | 147.32 | 48.89 (14) | 98.43 (12) |
| 14                | Nikita Manko          | Cazaquistão      | 138.21 | 46.69 (16) | 91.52 (14) |
| 15                | Kai Jagoda            | Alemanha         | 132.80 | 47.18 (15) | 85.62 (16) |
| 16                | Kims Georgs Pavlovs   | Letônia          | 131.80 | 44.43 (18) | 87.37 (15) |
| 17                | Yauhenii Puzanau      | Bielorrússia     | 126.04 | 50.40 (13) | 75.64 (17) |
| 18                | Gaizka Madejon Cambra | Espanha          | 104.40 | 42.19 (19) | 62.21 (19) |
| 19                | Sinali Sango          | África do Sul    | 103.42 | 31.57 (20) | 71.85 (18) |
| 20                | Edvard Ter-Gazarian   | Armênia          | 65.67  | 22.83 (21) | 42.84 (20) |
| WD                | Eric Liu              | Canadá           | —      | 46.03 (17) | — (WD)     |

### Individual feminino
| Pos.              | Nome                      | Nacionalidade  | Pontos | PC         | PL         |
| ----------------- | ------------------------- | -------------- | ------ | ---------- | ---------- |
| Medalha de ouro   | Alexandra Trusova         | Rússia         | 221.44 | 74.74 (1)  | 146.70 (1) |
| Medalha de prata  | Kim Ye-lim                | Coreia do Sul  | 191.89 | 61.63 (4)  | 130.26 (2) |
| Medalha de bronze | Kseniia Sinitsyna         | Rússia         | 187.91 | 67.12 (2)  | 120.79 (3) |
| 4                 | Anastasiia Arkhipova      | Ucrânia        | 170.56 | 62.64 (3)  | 107.92 (4) |
| 5                 | Moa Iwano                 | Japão          | 153.94 | 53.49 (6)  | 100.45 (6) |
| 6                 | Ekaterina Ryabova         | Azerbaijão     | 151.64 | 51.94 (7)  | 99.70 (7)  |
| 7                 | Lucrezia Beccari          | Itália         | 149.41 | 54.49 (5)  | 94.92 (9)  |
| 8                 | Alina Soupian             | Israel         | 147.83 | 46.21 (9)  | 101.62 (5) |
| 9                 | Paulina Ramanauskaitė     | Lituânia       | 141.40 | 42.54 (15) | 98.86 (8)  |
| 10                | Vera Stolt                | Finlândia      | 136.56 | 49.84 (8)  | 86.72 (13) |
| 11                | Audrey Shin               | Estados Unidos | 134.19 | 44.85 (13) | 89.34 (11) |
| 12                | Emily Bausback            | Canadá         | 129.60 | 39.52 (17) | 90.08 (10) |
| 13                | Eva Lotta Kiibus          | Estônia        | 129.51 | 42.62 (14) | 86.89 (12) |
| 14                | Kinayu Yokoi              | Japão          | 126.98 | 45.68 (10) | 81.30 (14) |
| 15                | Sophia Schaller           | Áustria        | 124.84 | 45.00 (12) | 79.84 (15) |
| 16                | Aliaksandra Chepeleva     | Bielorrússia   | 122.54 | 45.14 (11) | 77.40 (16) |
| 17                | Arina Somova              | Letônia        | 113.61 | 38.93 (18) | 74.68 (17) |
| 18                | Jeon Su-been              | Coreia do Sul  | 110.09 | 41.39 (16) | 68.70 (21) |
| 19                | Selina Kaneda             | Lituânia       | 109.89 | 38.76 (19) | 71.13 (18) |
| 20                | Emelie Nordqvist          | Suécia         | 108.80 | 38.48 (20) | 70.32 (20) |
| 21                | Dominyka Molevičiūtė      | Lituânia       | 107.32 | 36.59 (23) | 70.73 (19) |
| 22                | Anna Litvinenko           | Reino Unido    | 101.43 | 37.93 (21) | 63.50 (25) |
| 23                | Oliwia Rzepiel            | Polônia        | 100.35 | 36.45 (24) | 63.90 (23) |
| 24                | Kyarha van Tiel           | Países Baixos  | 99.10  | 34.39 (26) | 64.71 (22) |
| 25                | Marta María Jóhannsdóttir | Islândia       | 96.59  | 32.71 (27) | 63.88 (24) |
| 26                | Tsin Nam Nicole Chan      | Hong Kong      | 95.93  | 36.79 (22) | 59.14 (27) |
| 27                | Belen Alvarez             | Espanha        | 91.07  | 30.53 (29) | 60.54 (26) |
| 28                | Veronika Sheveleva        | Cazaquistão    | 90.84  | 35.57 (25) | 55.27 (29) |
| 29                | Ana Maria Ion             | Romênia        | 82.58  | 27.04 (31) | 55.54 (28) |
| 30                | Elisavet Voulgari         | Grécia         | 73.76  | 27.93 (30) | 45.83 (30) |
| 31                | Gian-Quen Isaacs          | África do Sul  | 68.31  | 31.69 (28) | 36.62 (31) |
| 32                | Angela Camp Torres        | Andorra        | 62.42  | 26.05 (32) | 36.37 (32) |
| 33                | Eliana Kalogirou          | Chipre         | 44.96  | 14.47 (33) | 30.49 (33) |

### Dança no gelo
| Pos.              | Nome                                     | Nacionalidade    | Pontos | DR         | DL         |
| ----------------- | ---------------------------------------- | ---------------- | ------ | ---------- | ---------- |
| Medalha de ouro   | Arina Ushakova / Maxim Nekrasov          | Rússia           | 168.17 | 67.63 (1)  | 100.54 (1) |
| Medalha de prata  | Avonley Nguyen / Vadym Kolesnik          | Estados Unidos   | 161.84 | 63.40 (2)  | 98.44 (2)  |
| Medalha de bronze | Darya Popova / Volodymyr Byelikov        | Ucrânia          | 142.29 | 58.09 (3)  | 84.20 (4)  |
| 4                 | Yana Buga / Georgy Pokhilyuk             | Azerbaijão       | 141.16 | 56.37 (4)  | 84.79 (3)  |
| 5                 | Ekaterina Andreeva / Ivan Desyatov       | Rússia           | 137.00 | 54.03 (7)  | 82.97 (5)  |
| 6                 | Ashlynne Stairs / Elliott Graham         | Canadá           | 136.75 | 55.35 (6)  | 81.40 (6)  |
| 7                 | Irina Galiyanova / Grayson Lochhead      | Canadá           | 132.58 | 52.94 (8)  | 79.64 (7)  |
| 8                 | Francesca Righi / Aleksei Dubrovin       | Itália           | 126.77 | 48.53 (9)  | 78.24 (8)  |
| 9                 | Oona Brown / Gage Brown                  | Estados Unidos   | 124.75 | 55.47 (5)  | 69.28 (12) |
| 10                | Lara Luft / Asaf Kazimov                 | Alemanha         | 115.73 | 45.50 (12) | 70.23 (11) |
| 11                | Sasha Fear / George Waddell              | Reino Unido      | 114.20 | 42.25 (13) | 71.95 (9)  |
| 12                | Mira Isabel Polishook / Deividas Kizala  | Lituânia         | 111.48 | 40.75 (14) | 70.73 (10) |
| 13                | Natálie Taschlerová / Filip Taschler     | República Tcheca | 106.75 | 46.62 (10) | 60.13 (15) |
| 14                | Karina Sidarenka / Maksim Yalenich       | Bielorrússia     | 103.57 | 40.43 (15) | 63.14 (14) |
| 15                | Lila-Maya Seclet Monchot / Renan Manceau | França           | 103.56 | 46.34 (11) | 57.22 (17) |
| 16                | Viktoriia Azroian / Aleksandr Siroshtan  | Armênia          | 101.02 | 34.84 (18) | 66.18 (13) |
| 17                | Tatjana Bunina / Ivan Kuznetsov          | Estônia          | 96.00  | 38.24 (17) | 57.76 (16) |
| 18                | Alice Rogatnik / Yehor Barshak           | Israel           | 95.39  | 40.17 (16) | 55.22 (18) |

## Quadro de medalhas
| Ordem | País           | Medalha de ouro | Medalha de prata | Medalha de bronze |   | Ordem por total |
| ----- | -------------- | --------------- | ---------------- | ----------------- | - | --------------- |
| 1     | Rússia         | 2               | 1                | 1                 | 4 | 1               |
| 2     | Estados Unidos | 1               | 1                |                   | 2 | 2               |
| 3     | Coreia do Sul  |                 | 1                |                   | 1 | 3               |
| 4     | Japão          |                 |                  | 1                 | 1 | 3               |
| 4     | Ucrânia        |                 |                  | 1                 | 1 | 3               |
| TOTAL | TOTAL          | 3               | 3                | 3                 | 9 | —               |